# 4줄 바둑
4줄 바둑은 일본에서 활동하고 있는 중화민국 출신의 프로 바둑기사 장쉬 9단이 그의 아내 고바야시 이즈미와 함께 고안한 초소형 바둑이다. 딸의 4번째 생일에 4줄 바둑판을 만들어 묘수풀이 문제를 낸 것에서 비롯되었다. 묘수풀이 문제를 만들고 푸는 용도로 이용되는데, 그 특성상 일반적인 19줄 바둑판에서는 볼 수 없는 변화들이 있다.

## 보기
|  |  |  |  |
|  |  |  |  |
|  |  |  |  |
|  |  |  |  |

4줄 바둑판에서 오궁도화 모양이 난 예이다. 언뜻 보면 이것은 백의 죽음으로 보이나, 실제로 두어 보면 그렇지 않다.
|  |  |  |  |
|  |  |  |  |
|  |  |  |  |
|  |  |  |  |

|  |  |  |  |
|  |  |  |  |
|  |  |  |  |
|  |  |  |  |

|  |  |  |  |
|  |  |  |  |
|  |  |  |  |
|  |  |  |  |

|  |  |  |  |
|  |  |  |  |
|  |  |  |  |
|  |  |  |  |

|  |  |  |  |
|  |  |  |  |
|  |  |  |  |
|  |  |  |  |

|  |  |  |  |
|  |  |  |  |
|  |  |  |  |
|  |  |  |  |

일단은 위 그림처럼 계속된 먹여치기로 백이 완전히 잡혔다. 그러나 백이 다 잡힌 뒤에 선수를 잡으므로,
|  |  |  |  |
|  |  |  |  |
|  |  |  |  |
|  |  |  |  |

백 30까지 흉내바둑으로 진행되어, 백 34까지 두면 결국은 이와 같이 빅이 된다.
아래는 또 다른 예제이다.
|  |  |  |  |
|  |  |  |  |
|  |  |  |  |
|  |  |  |  |

위 모양은 원래대로라면 귀곡사로 백이 죽어야 하는 모양이지만, 위 그림에서의 백은 살아있다.
|  |  |  |  |
|  |  |  |  |
|  |  |  |  |
|  |  |  |  |

|  |  |  |  |
|  |  |  |  |
|  |  |  |  |
|  |  |  |  |

이런 경우는 당연히 백의 죽음이다. 하지만,
|  |  |  |  |
|  |  |  |  |
|  |  |  |  |
|  |  |  |  |

|  |  |  |  |
|  |  |  |  |
|  |  |  |  |
|  |  |  |  |

4줄 바둑의 특성상 백이 위와 같이 응수하면 두 집을 내고 완벽하게 사는 모양이 된다.
|  |  |  |  |
|  |  |  |  |
|  |  |  |  |
|  |  |  |  |

이 역시 완전한 빅이다. 전체가 양자충에 걸린 모양으로, 둘 다 남아있는 4개의 착점 중 어느 쪽도 돌을 놓을 수 없다.
|  |  |  |  |
|  |  |  |  |
|  |  |  |  |
|  |  |  |  |

위 그림처럼 바로 앞 기보의 Δ표시된 돌을 전부 빼놓아도 빅이다. 흑이 유가무가를 노리고 a에 두더라도 백이 b로 단수치면 흑은 살지 못하고, 그 반대의 경우도 마찬가지이다.

## 예제
|  |  |  |  |
|  |  |  |  |
|  |  |  |  |
|  |  |  |  |

실제 4줄 바둑 묘수풀이 문제이다. 흑선일 때 흑이 어디에 두느냐에 따라 흑이 이길 수도 있고 질 수도 있다.
|  |  |  |  |
|  |  |  |  |
|  |  |  |  |
|  |  |  |  |

흑 1로 젖히는 것이 정해. 백 2로 막아도 흑 3으로 먹여치기해서 환격으로 백돌 5점을 따내면 흑이 완생하고 백은 완전히 죽게 된다.
|  |  |  |  |
|  |  |  |  |
|  |  |  |  |
|  |  |  |  |

흑 1로 무리하게 끊으려 들면 실패. 백 2로 두는 즉시 왼쪽의 흑돌 3점이 단수에 몰리고 흑 3으로 오른쪽의 백돌 2점을 단수쳐도 백 4로 왼쪽의 흑돌 3점을 잡는다. 흑 5로 오른쪽의 백돌 2점을 잡더라도, 바로 다음에 백이 흑 Δ로 표시된 자리에 두면 백의 삶과 동시에 흑의 죽음이 된다.